# Pan American Judo Confederation
Die Pan American Judo Confederation (PJC), auch Confederación Panamericana de Judo (CPJ), ist einer der fünf kontinentalen Judoverbände der IJF.
Das PJC vereint 32 nationale Judo-Verbände aus den Amerikas. 2009 ersetzte sie die zuvor für den Judosport in den Amerikas zuständige Pan American Judo Union.

## Veranstaltungen
- Judo bei den Panamerikanischen Spielen
- Panamerikanische Meisterschaft
- Panamerikanische Juniorenmeisterschaft
- Panamerikanische Kadettenmeisterschaft
- Panamerikanische Meisterschaft der U18
- Panamerikanische Kata-Meisterschaft
- Panamerikanische Meisterschaft der Veteranen
- Panamerikanischer Pokal der Senioren
- Junioren-Panamerikanischer Pokal
- Cadet Pan American Cup